# پویانگ
پویانگ (به لاتین: Puyang) یک شهر مرکزی در جمهوری خلق چین است که در استان هنان واقع شده است. پویانگ ۴٬۱۸۸ کیلومترمربع مساحت و ۳٬۵۹۸٬۴۹۴ نفر جمعیت دارد.